# Че Какхёй
Че Какхёй (иер. 謝家駒, ютпх. Ze6 Gaa1keoi1, кит.-рус. Се Цзяцзю́й; англ. Tse Ka Kui; род. 10 сентября 1948 года) — социальный предприниматель из Гонконга. Че занимал ряд руководящих должностей в «Shui On Group» в течение десяти лет до создания собственной консалтинговой компании, «K K Tse & Associates» в 1992 году. Он был соучредителем компании «Диалог в темноте (Гонконг) Ltd.» в 2008 году.

## Биография
Че окончил китайский университет Гонконга с двойными специализациями в области социологии и экономики. Он получил степень доктора наук в области социологии в университете Манчестера. Че начал свою трудовую карьеру в качестве менеджера по работе с персоналом «Lam Soon Group» в Гонконге. Затем он отправился в Великобританию, чтобы учиться на степень MBA, которую он получил в 1981 году. Учась там, он написал книгу «Маркс и Спенсер: Анатомия наиболее эффективно управляемых компаний в Великобритании» (Оксфорд: Пергамон Пресс, 1985), которая была также опубликована на китайском и русском языках.
После своего возвращения в Гонконг, Че присоединился к «Shui On Group». Он оставил работу в 1992 году, создав собственную консалтинговую фирму «K K Tse & Associates». В числе его клиентов входили компании CLP Group, VTech и Lenovo Group.
«Диалог в темноте (Гонконг)» была основана совместно с Патриком Чунгом. Успешный запуск социального предпринимательства был ключевой вехой в развитии социального бизнеса Гонконга.
Компания работает на частные инвестиции, без каких-либо субсидий со стороны правительства. Компания достигла финансовой безубыточности в седьмой месяц своей работы, и начала приносить прибыль на второй год. «Диалог в темноте (Гонконг) Limited» продемонстрировала социальным предприятиям Гонконга новый метод повышения инвестиционного капитала. Стартовый капитал был собран с 20 частных лиц. Никаких займов или пожертвований не было получено от других партий и благотворительных организаций, которые являются традиционным способом получения финансирования для местных социальных предприятий.
Компания имеет четкий набор руководящих принципов, касающихся распределения прибыли. Одна третья часть от прибыли реинвестируется в компанию в интересах устойчивого развития. Ещё одна треть будет распределена в качестве дивидендов акционерам. Дивиденды были распределены, начиная с третьего года работы.